# Nessa, Burgenland
Nessa là một đô thị thuộc huyện Burgenland, bang Sachsen-Anhalt, Đức. Đô thị Nessa, Burgenland có diện tích 14,03 km², dân số thời điểm ngày 31 tháng 12 năm 2006 là 977 người.